# Rosalina (satèl·lit)
Rosalina és un satèl·lit interior d'Urà. Va ser descobert mercès a les fotografies del satèl·lit Voyager 2 el 13 de gener de 1986, i se li va assignar la denominació temporal S/1986 U 4. La seva denominació definitiva es deu a la filla del desterrat Duc de l'obra Al vostre gust de William Shakespeare. També se'l coneix amb el nom Urà XIII.
Rosalina pertany al grup de satèl·lits de Pòrcia, que inclou també Bianca, Crèssida, Julieta, Pòrcia, Desdèmona, Cupid, Belinda i Perdita. Aquests satèl·lits presenten òrbites i propietats fotomètriques similars. Desgraciadament es coneix poca cosa més que la seva òrbita, radi de 36 km i albedo geomètrica de 0,08.
En les imatges de la Voyager 2 Rosalina apareix com un objecte quasi esfèric. La relació dels eixos de l'esferoide prolat de Rosalina és 1,0-0,8. La seva superfície és de color grisós.